# Princeton (Illinois)
Princeton és una població dels Estats Units a l'estat d'Illinois. Segons el cens del tenia 7.501 habitants.

## Demografia
Segons el cens del 2000, Princeton tenia 7.501 habitants. La densitat de població era de 430,3 habitants/km².
Per edats la població es repartia de la següent manera: un 22,3% tenia menys de 18 anys, un 6,9% entre 18 i 24, un 25,9% entre 25 i 44, un 23,6% de 45 a 60 i un 21,3% 65 anys o més.
L'edat mediana era de 42 anys. Per cada 100 dones de 18 o més anys hi havia 81 homes.
La renda mediana per habitatge era de 39.622 $ i la renda mediana per família de 50.018 $. Els homes tenien una renda mediana de 38.908 $ mentre que les dones 20.784 $. La renda per capita de la població era de 20.632 $. Aproximadament el 5,6% de les famílies i el 7,2% de la població estaven per davall del llindar de pobresa.

## Poblacions més properes
El següent diagrama mostra les poblacions més properes.